# إميل ليموان
إميل يموان (بالفرنسية: Émile Lemoine) (و. 1840 – 1912 م) هو رياضياتي، ومهندس مدني، ومهندس، وأستاذ جامعي فرنسي، ولد في كامبار، توفي في باريس، عن عمر يناهز 72 عاماً.

## التعليم
تعلم في Prytanée national militaire ‏، والمدرسة المتعددة التكنولوجية.

## جوائز
حصل على جوائز منها:
- وسام جوقة الشرف من رتبة فارس (16 فبراير 1906).[3]